# Station Piet Gijzenbrug

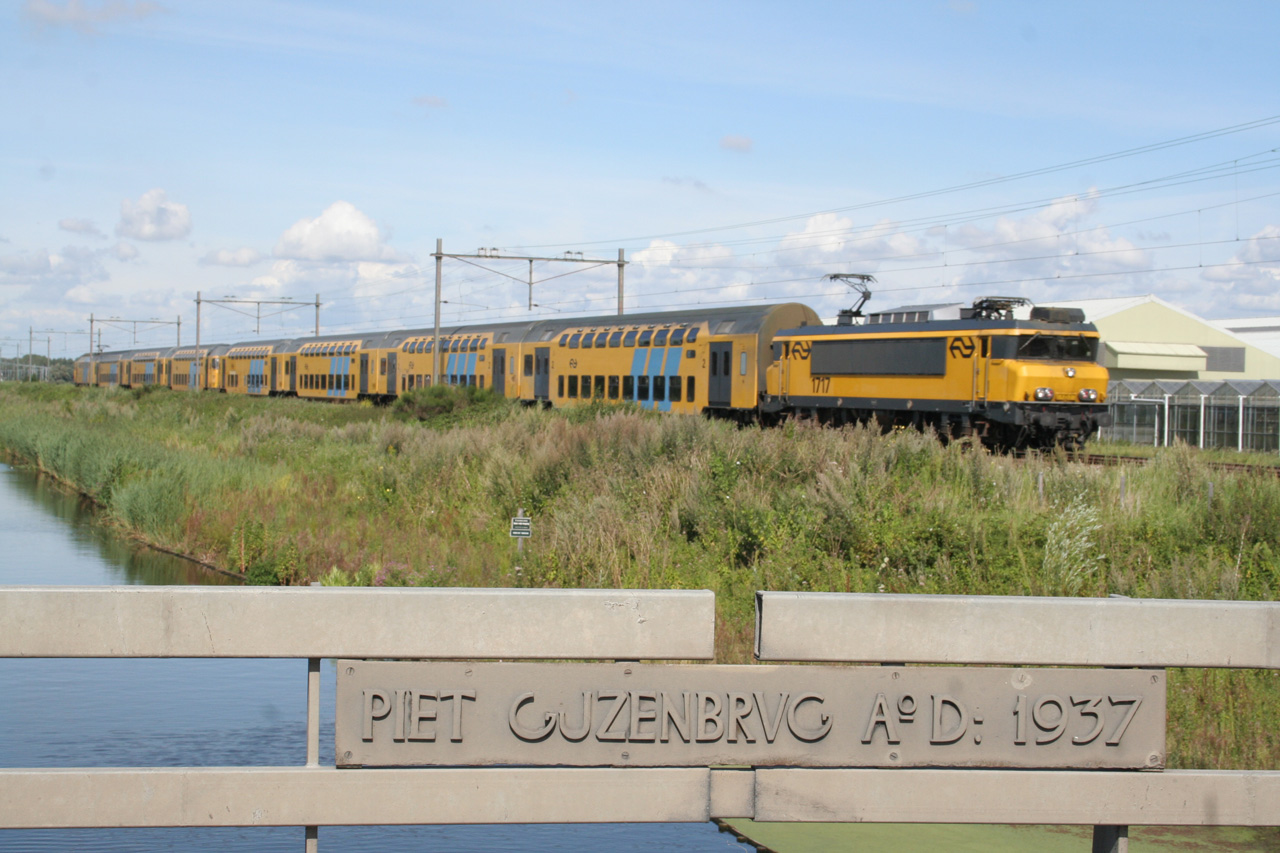
Hoewel het station geheel verdwenen is, herinnert de Piet Gijzenbrug uit de jaren 1930 nog altijd aan het vroegere station.

Station Piet Gijzenbrug is een voormalig station aan de Oude Lijn. 
Het station werd als een van de oorspronkelijke haltes geopend op 17 augustus 1842 bij de opening van het traject Veenenburg-Leiden. Bij de spoorwegstaking op 17 september 1944 werd het station voor reizigersvervoer gesloten. Na de oorlog werd het niet meer in de dienstregeling opgenomen.
Het station was gelegen tussen de huidige stations van Voorhout en Hillegom, bij de kruising van de Haarlemmer Trekvaart met de N443. Het station ontleent zijn oorspronkelijke naam aan de naast het station gelegen Piet Gijzenbrug over de trekvaart. Rond de brug ligt de buurtschap "Piet Gijs", wat oorspronkelijk de naam was van de herbergier Piet Gijs, die hier in 1666 een uitspanning begon bij een aanlegplaats voor de trekschuiten. Hoewel het station binnen de gemeente Voorhout lag, was het vooral georiënteerd op het dichterbij gelegen Noordwijkerhout. De dorpskern van Voorhout lag verder weg en kreeg in 1891 een eigen station. Station Piet Gijzenbrug werd ook door reizigers naar de badplaats Noordwijk gebruikt. Omdat de naam Piet Gijzenbrug regelmatig voor verwarring zorgde bij reizigers, werd op verzoek van de gemeente Noordwijkerhout op 3 oktober 1926 de naam van het station gewijzigd in Noordwijkerhout.
Het stationsgebouw, daterend uit 1875, werd in 1964 gesloopt. 
Op de plaats van het station bevond zich later een emplacement voor de overslag van huisvuil ten behoeve van Attero (voorheen (o.a.) de VAM). Dit emplacement was sinds de zomer van 2016 niet meer in gebruik en is in 2018 opgebroken.